# NGC 3263
NGC 3263 est une très vaste galaxie spirale barrée vue par la tranche et située dans la constellation des Voiles. NGC 3263 a été découverte par l'astronome britannique John Herschel en 1835.

## Caractéristiques

### Distance
Sa vitesse par rapport au fond diffus cosmologique est de 3 293 ± 21 km/s, ce qui correspond à une distance de Hubble de 48,6 ± 3,4 Mpc (∼159 millions d'al).
À ce jour, une mesure non basée sur le décalage vers le rouge (redshift) donne une distance d'environ 39,100 Mpc (∼128 millions d'al). Cette valeur est  à l'extérieur des valeurs de la distance de Hubble. Notons que c'est avec la valeur moyenne des mesures indépendantes, lorsqu'elles existent, que la base de données NASA/IPAC calcule le diamètre d'une galaxie et qu'en conséquence le diamètre de NGC 3263 pourrait être d'environ 161 kpc (∼525 000 al) si on utilisait la distance de Hubble pour le calculer.

### Luminosité
La classe de luminosité de NGC 3263 est III-IV et elle présente une large raie HI. C'est aussi une galaxie caractérisée par une émission de raie H-Alpha de l'hydrogène. La luminosité de la galaxie NGC 3263 dans l'infrarouge lointain (de 40 à 400 µm)  est égale à 3,63 × 1010 {\displaystyle L_{\odot }} (1010,56{\displaystyle L_{\odot }}) et sa luminosité totale dans l'infrarouge (de 8 à 1 000 µm) est de 4,57 × 1010 {\displaystyle L_{\odot }} (1010,66{\displaystyle L_{\odot }}).
En raison d'une brillance de surface égale à 14,03 mag/am2, on peut qualifier NGC 3263 de galaxie à faible brillance de surface (LSB en anglais pour low surface brightness). Les galaxies LSB sont des galaxies diffuses (D) avec une brillance de surface inférieure de moins d'une magnitude à celle du ciel nocturne ambiant.

## Groupe de NGC 3263
NGC 3263 est un membre du trio de galaxies, le groupe de NGC 3366. L'autre galaxie du trio est NGC 3262. Notons que la galaxie NGC 3263 forme une paire de galaxie avec la galaxie NGC 3262.